# 1679 en musique classique
| \| • Retour à la chronologie générale de la musique classique • \| |
| Grèce • Rome • Haut Moyen Âge • VIIIe siècle • IXe siècle • Xe siècle • XIe siècle XIIe siècle • XIIIe siècle • XIVe siècle • XVe siècle • XVIe siècle • XVIIe siècle XVIIIe siècle • XIXe siècle • XXe siècle • XXIe siècle |
| • Retour à la chronologie générale de la musique classique • |

| Années en musique classique : 1676 - 1677 - 1678 - 1679 - 1680 - 1681 - 1682    |
| Décennies en musique classique : 1640 - 1650 - 1660 - 1670 - 1680 - 1690 - 1700 |

## Événements
- 8 février : création de Gli equivoci nel sembiante, le premier opéra d'Alessandro Scarlatti à Rome.
- Bellérophon, tragédie lyrique de Jean-Baptiste Lully.

## Œuvres
- Antwerpsche Vrede-Vreught ; 37 compositions de Charles Rosier, les 20 autres de Peter Piccart.

## Naissances

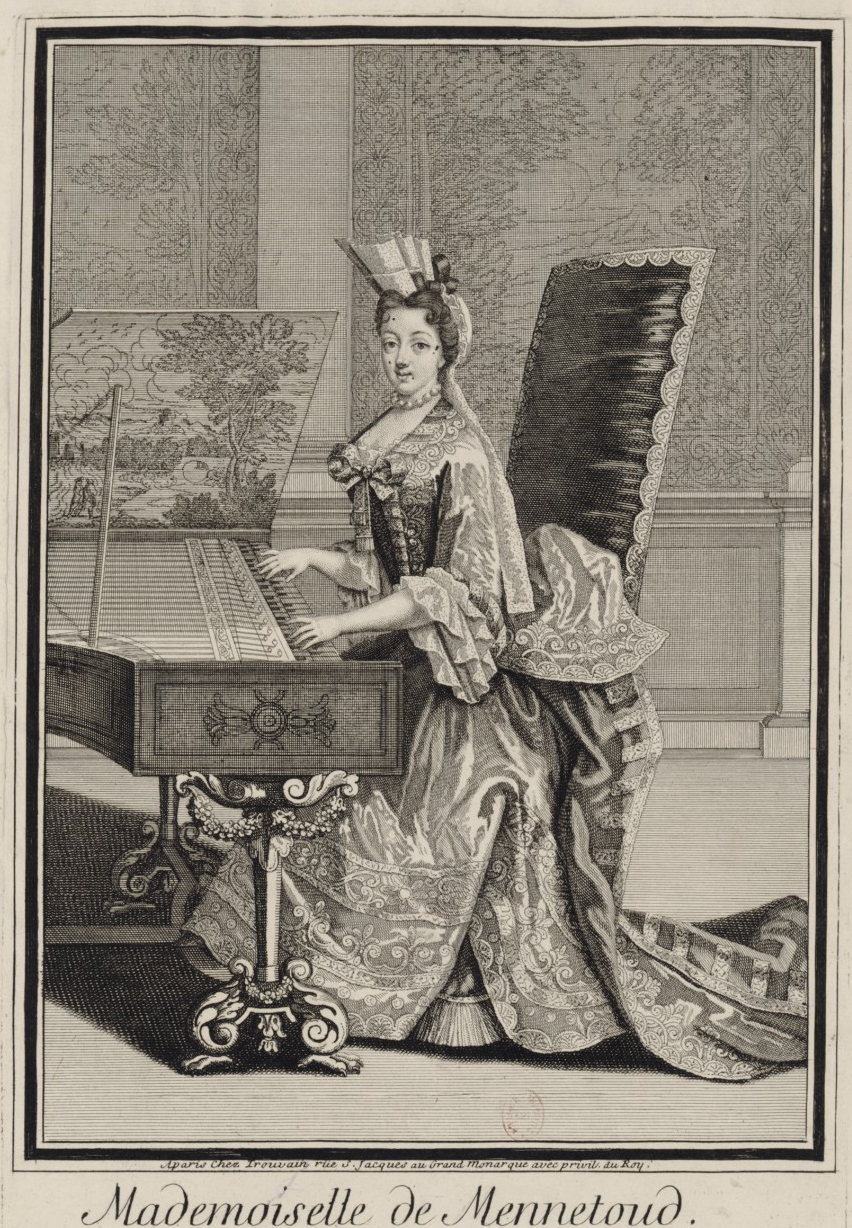
Françoise Charlotte de Saint-Nectaire

- 5 janvier : Pietro Filippo Scarlatti, organiste, maître de chapelle et compositeur italien († 22 février 1750).
- 19 janvier : Girolamo Chiti, compositeur italien († 4 septembre 1759).
- 27 mars : Domenico Lalli, poète italien, librettiste d'opéras († 9 octobre 1741).
- 24 septembre : Domenico Sarro, compositeur italien († 26 avril 1744).
- 16 octobre : Jan Dismas Zelenka, compositeur bohémien († 23 décembre 1745).
- 10 novembre : Johann Christian Schieferdecker, compositeur et organiste allemand († 5 avril 1732).

Date indéterminée :
- Pietro Castrucci, violoniste et compositeur italien († 7 mars 1752).
- Françoise Charlotte de Saint-Nectaire, claveciniste et compositrice française († 4 novembre 1745).

## Décès
- 9 janvier : Werner Fabricius, compositeur et organiste allemand (° 10 avril 1633).
- 15 mars : Antonio Maria Abbatini, compositeur italien (° 26 janvier 1595).
- 12 mai : Dietrich Becker, compositeur et violoniste allemand (° 1623).
- 26 juin : Pablo Bruna, compositeur et organiste espagnol (° 1611 ).
- 22 août : Joannes vander Wielen, compositeur des Pays-Bas espagnols (° 1644 ou 1645).
- 8 septembre : Jean Danican Philidor, musicien français (° 1620).
- 13 novembre : Michel de la Guerre, compositeur et organiste français (° 1605).

Date indéterminée :
- Anthony Pannekoeck, compositeur néerlandais (° 1615).

Après 1679 :
- Felice Antonio Arconati, compositeur italien (° vers 1610).